# ホワイト・シティー駅
ホワイト・シティー駅（ホワイト・シティーえき、英語: White City station）は、西ロンドンホワイト・シティ、ウッド・レーンに位置するロンドン地下鉄のセントラル線の鉄道駅である。1947年開業。トラベルゾーン2に位置する。当駅で都心側から来た列車の運転士が変わる。

## 概要
1947年11月23日、セントラル線の旧ウッド・レーン駅に代わり開業。当初は1938年に着工し、1940年に開業予定であったが、第二次世界大戦の影響で延期され、戦後の開業となった。駅舎は1951年英国フェスティバルでデザイン賞を受賞し、記念碑が駅舎正面横に設置されている。
セントラル線の西部地上区間の中では一番都心寄りの駅で、当駅より都心側でトンネルに入る。この駅の前後区間の線路は右側通行になっている（通常は左側通行）が、これはシェパーズ・ブッシュ駅側にかつて存在した旧ウッドレーン駅に反時計回りのループ線が設けられていたことに起因するもので、旧ウッド・レーン駅以西への延伸開業時（1920年）から右側通行であった。
当駅は2面の島式ホームで中線1本をはさむ2面3線の構造の地上駅であり、中線である2番線と3番線の線路は共用となっている。イースト・アクトン駅寄りに引込み線が1線ある。シェパーズ・ブッシュ駅寄りにウッド・レーン電車区がある。
2008年、未来へ向けて近代建築遺産を守るための改装工事が行なわれ、2009年に「2009 National Railway Heritage Awards」を受賞した。

## 付近（路線）
当駅の前後区間は右側通行となっており、イースト・アクトン駅側に上下線を入れ替える立体交差設備が設けられている。同様にシェパーズ・ブッシュ駅寄りにも同様の設備がある。
引込み線とウッドレーン電車区にはどの線路からでも入れるようになっている。シェパーズ・ブッシュ駅 - ホワイト・シティー駅間は電車区を包み込むように線路が設置されているため急カーブが多い。

## 駅周辺
- 英国放送協会（BBC）
  - 当駅の向かい側にBBCの放送局がある[4]。
- ウェスト・フィールド・ショッピングセンター
  - 当駅から東へ約600メートルのところに位置する、2008年開業の欧州最大級のショッピングセンター。ウッド・レーン電車区の上に建設されている。
- ウッド・レーン駅（英語版）（ハマースミス&シティー線、サークル線）
  - 当駅から東へ約300メートルのところに2008年に開業したロンドン地下鉄ハマースミス&シティー線とサークル線の駅。このウッド・レーン駅のシェパーズ・ブッシュ・マーケット駅寄りにはかつてハマースミス&シティー線のホワイト・シティー駅が存在した。こちらのホワイト・シティー駅は当初セントラル線の旧ウッド・レーン駅延伸開業に合わせてウッド・レーン駅（英語版）として開業（1908年）し、セントラル線のホワイト・シティー駅開業に合わせてホワイト・シティー駅と改称（1947年）されたものの1959年に廃止されている。
- ロフタス・ロード
  - クイーンズ・パーク・レンジャーズFCの本拠地である競技場。駅から徒歩10分。

## 隣の駅
ロンドン交通局
ロンドン地下鉄
■セントラル線
イースト・アクトン駅 - ホワイト・シティー駅 - シェパーズ・ブッシュ駅